# Памятник Димитрию Ростовскому
Памятник Димитрию Ростовскому — монумент, установленный в 1999 году на Соборной площади Ростова-на-Дону.

## История
Памятник епископу Русской православной церкви и митрополиту Ростовской и Ярославской епархии Димитрию Ростовскому был установлен перед Собором Рождества Пресвятой Богородицы — кафедральным собором Ростовской и Новочеркасской епархии. Его торжественное открытие 15 декабря 1999 года на Соборной площади Ростова-на-Дону приурочили к 250-летию основания города. Памятник вызвал неоднозначную оценку жителей города и специалистов-скульпторов, его критиковали за низкий художественный уровень, неудачное расположение, надписи на нём, облачение Святителя.
Автором изначальной идеи и нескольких проектов монумента стал донской скульптор Анатолий Скнарин. Ещё в 1989 году он получил одобрение Министерства культуры и создал несколько вариантов памятника. Однако позднее городские власти провели открытый конкурс работ, в результате которого победил вариант скульптора Владимира Белякова. В 1996 году по распоряжению главы города был заложен первый камень в фундамент будущего памятника.
В 2013 году активно обсуждалась идея разворота памятника лицом к собору, а также смещение в левую сторону к планируемому скверу на площади.